# Nicolás García (taekwondoka)
Nicolás García Hemme (Las Palmas de Gran Canaria, 20 giugno 1988) è un taekwondoka spagnolo.

## Palmarès

### Giochi olimpici
- Argento a Londra 2012

### Mondiali
- Argento a Copenaghen 2009
- Bronzo a Puebla 2013

### Europei
- Argento a Campionati europei di taekwondo 2008
- Bronzo a Campionati europei di taekwondo 2012